# Spintharidius cerinus
Spintharidius cerinus är en spindelart som beskrevs av Simon 1893. Spintharidius cerinus ingår i släktet Spintharidius och familjen hjulspindlar. Inga underarter finns listade i Catalogue of Life.